# Озоар ла Ферје
Озоар ла Ферје (фр. Ozoir-la-Ferrière) град је у Француској, у департману Сена и Марна.
По подацима из 1999. године број становника у месту је био 20.707.

## Демографија
| 1962. | 1968. | 1975.  | 1982.  | 1990.  | 1999.  | 2011.  |
| ----- | ----- | ------ | ------ | ------ | ------ | ------ |
| 3.026 | 4.739 | 11.778 | 13.719 | 19.031 | 20.707 | 20.123 |